# マルカメムシ
マルカメムシ Megacopta punctatissimum はマルカメムシ科に属するカメムシの1種。この科のものはカメムシ一般と異なってとても丸っこい形をしており、本種は日本ではそのもっとも普通な種である。

## 特徴
この科のものの特徴として体型は丸形に近く、また小循板が大きく広がって腹部背面を広く覆い、前翅も後翅もほぼその下に折り畳んで収納される。
体長は5-5.5mm。背面は暗黄褐色で光沢があって、黒い点刻が密に分布する。頭部は小さくて暗黄褐色で中央に溝があって黒い2本の筋がある。触角は5節あって黄褐色。前胸背はその前1/3は点刻が少なく、あまりはっきりしない横縞のような模様があり、それ以降の部分との境に点刻が密に1列をなして並ぶ。また正中線沿いに淡い色の縦筋模様が出る場合がある。身体の後半部を覆う小楯板はその表面が一様で模様などは全くない。ただし基部の中央部には横溝で区分された部分がある。胸部の腹面側は黒くて光沢がない。腹部の腹面側は光沢があり、中央部は黒く、側面側は黒褐色に気門が黒い。また腹部各節の前縁が黒く、また側部に黒い横筋がある。雄では腹部第3節以降に短く柔らかい毛が密生する。歩脚は黄褐色。
幼虫は成虫とずいぶん見かけが異なる。まず背面が成虫のように盛り上がらず、やや平らな円盤状の形をしており、それに腹部の縁が波状になる。色は緑色で、全体に直立した毛で覆われる。卵はバナナを短く平たくしたような独特の形をしており、高さ0.9mm、幅0.5mm。

## 分布
本州、四国、九州と対馬、甑島列島、大隅諸島、トカラ列島に知られ、国外では朝鮮半島に分布がある。2009年頃に北アメリカに侵入し、害虫として生息域を拡大しつつある。

## 生態
年一化性で成虫越冬する。成虫は植物の根元や石の下など、比較的浅い地中に数頭が集まって越冬する。4-6月に成虫が食草の上に産卵する。食草はクズ、フジ、ヌスビトハギ、ダイズ、アズキ、ノイバラ、ウツギ、アケビ、ミカンなどが知られるが、主なものはマメ科植物である。産卵もほぼマメ科の上に行われ、葉や茎に20-30個の卵を2列に並べて産み付ける。幼虫は宿主植物の汁を吸って成長し、7月頃から新成虫が、主としてクズの上に見られるようになる。幼虫の期間は約2ヶ月である。10-11月頃には成虫が越冬場所を求めて分散し始める。なお、成虫は越冬前には交尾を行わず、越冬後の春に食草の上で交尾する。
マルカメムシの中腸の後端部には盲嚢という袋状の器官があり、袋の中にイシカワエラ属の細菌がぎっしりと詰まっている。産卵中のメスは、卵を3、4個生むごとに、細菌を含んだ黒い粒を肛門から出して卵に付ける。孵化した幼虫は、黒い粒を探しもとめ、口吻を刺して内容物をとりこむ。こうして母から子に細菌が受け継がれる。この細菌は、植物の汁に含まれない栄養素を合成してカメムシに提供する相利共生の関係にある。実験的に共生細菌なしに育てられた幼虫は死亡率が著しく高くなり、成長しても白く小さく柔らかな異常な個体になってしまう。

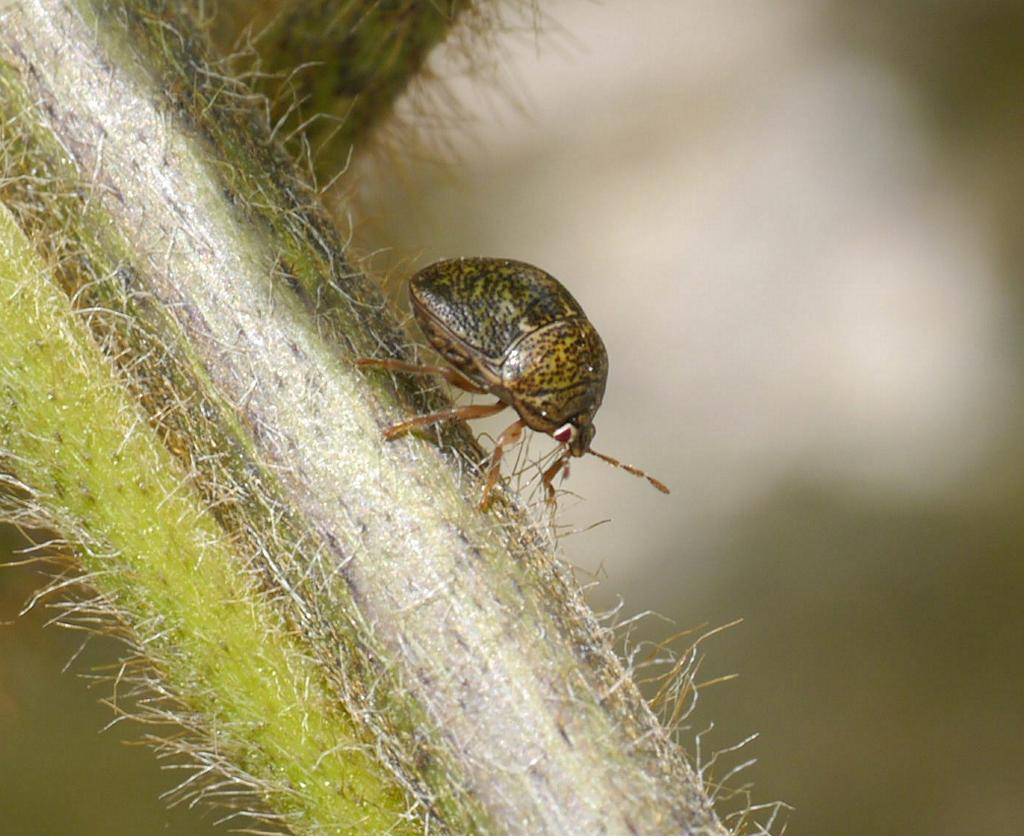
横から見たところ
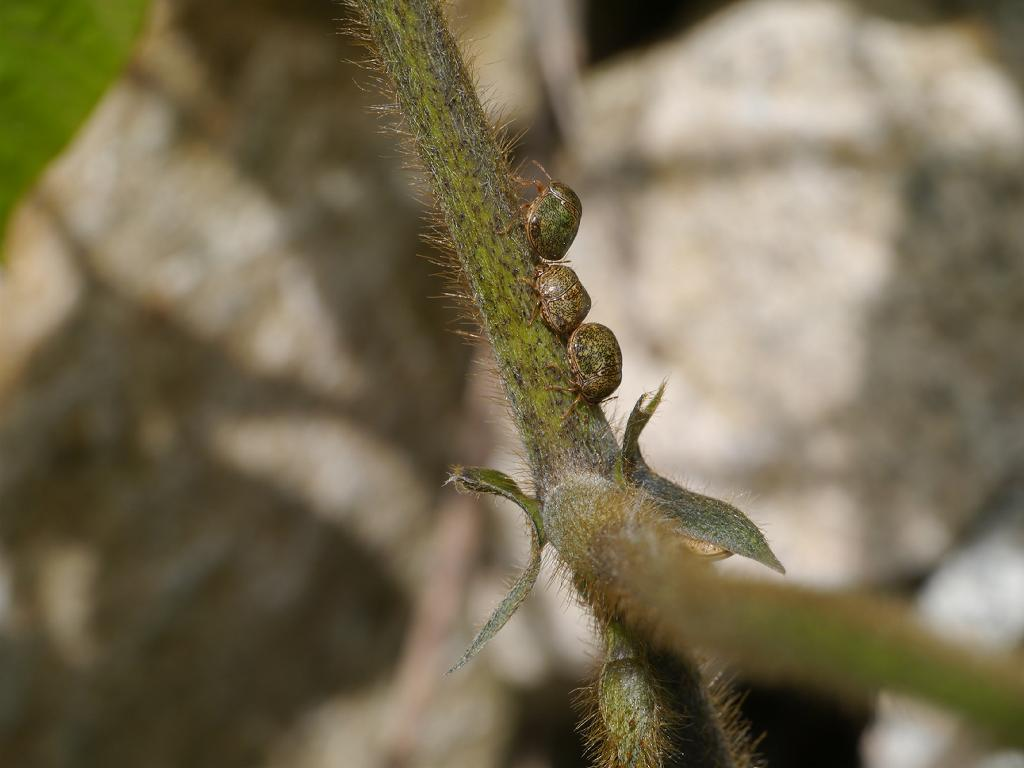
5月・クズの茎に成虫が集団を作る

## 類似種など
同属のものではタイワンマルカメムシ M. cribraria が本種とよく似ており、同種とする研究者もいる。この種は琉球列島の沖永良部島以南に見られ、また国外では中国、東洋区からオーストラリアにまで分布する。日本では本属の種はこの2種のみ知られる。
ヒメマルカメムシCoptosoma biguttulumもフジなどについてよく見られるが、平地では本種の方が普通である。この種は本種よりやや小型で背面は黒か紫を帯びる。この属にはクズマルカメムシ C. semiflavum というクズに付く種もあるが、これは大きさは本種と同程度ながら背面はやはり黒く、小楯板の両端に黄色い斑点がある。日本にはこの属のものがこれらを含めて10種知られ、他に未同定の種もあるが、ほとんどは小型で体色が黒である。
なお、これらの種が含まれるクズマルカメムシ属は世界で280種にもなる大きい属であり、対照的に本種の含まれるマルカメムシ属は世界に22種ほどの小さな群である。

## 利害
農業害虫としてはダイズ、アズキなどのマメ科の農作物に付くほか、時にイネの穂に群れることがある。基本的には幼虫、成虫共に果実には付かず、茎や葉柄から汁を吸うもので、極端な高密度にならない限りは減収などを引き起こさないと見られている。
またカメムシは一般に悪臭を放つので嫌われるが、この種の場合、10-11月に越冬場所を求めて分散し、その際に家屋に侵入する例が多い。特にこの時期の天気のいい日には一斉に飛び出し、多数が室内に入り込んだり洗濯物に止まったりということがある。重要な宿主植物であるクズが人里の普通種であり、また、植生が破壊された場所に先駆植物的に繁茂することもあり、都市開発の進む造成地などでこのような被害や苦情がよく発生する。